# Дигитална колекција (Народна библиотека Смедерево)
Дигитална колекција Народне библиотеке Смедерево обухвата дигиталне копије Завичајног фонда.
Народна библиотека Смедерево је као промотер локалне културне баштине, крајем 2008. године покренула програм дигитализације грађе из фонда Завичајног одељења, у склопу националног пројекта Дигитална Народна библиотека Србије, који се реализује у сарадњи са Одељењем за развој дигиталне библиотеке и микрографију Народне библиотеке Србије. Дигитализација Завичајног фонда и презентација на интернету омогућила је његову отвореност према ширем кругу корисника, али и заштиту и очување.

## Дигитализација
Дигитализација се може дефинисати као преношење неког аналогног материјала (у случају библиотечке грађе најчешће папирног) у дигитални облик и организовање дигитализованог материјала кроз колекције које крајњи корисник може прегледати и претраживати.
Критеријуми на основу којих је вршен одабир грађе односе се пре свега на вредност коју грађа има за наш завичај и људе, а самим тим и за Завичајну збирку, и уникатност наслова које библиотека поседује. Узети су у обзир и степен оштећења, фреквенција захтева за коришћењем, значај садржаја грађе за истраживачки рад и могућност презентације завичајне збирке.

## Збирка периодике Народне библиотеке Смедерево
Збирка садржи 13 дигиталних копија периодике Народне библиотеке у Смедереву.
Из фонда периодике дигитализовани су:
- Фењер (1876)
- Глас Подунавља (1928-1929, 1931-1934, 1936-1938)
- Смедеревски журнал (1938-1939)
- Књижевни круг (1932-1933)
- Смедерево (часопис)(1985-1988; 1994-1998)

Дигиталне копије периодике:
- Весник прегледача кола (1932)
- Дунавски гласник (1934)
- Смедеревске новости (1935)
- Мала самоуправа (1936–1938)
- Право човека и народа (1936)
- Истина (1938)
- Збораш (1939)

## Збирка некњижне грађе Народне библиотеке Смедерево
Из фонда некњижне грађе дигитализована је Збирка Смедерево на старим разгледницама.
Збирка садржи 50 дигиталних копија разгледница на којима је приказано Смедерево на крају 19. и почетку 20. века из фонда Народне библиотеке у Смедереву.

## Збирка монографских публикација Народне библиотеке Смедерево
Збирка дигитализованих монографских публикација садржи 98 наслова разврстаних у неколико подзбирки:
- Дела Леонтија Павловића
- Дела Милана Јовановића Стоимировића
- Дела Живојина Д. Карића
- Дела Славка Домазета
- Дела Танасија Младеновића
- Дела Милорада Милановића
- Монографије основних и средњих школа
- Спорт у Смедереву
- Издања Народне библиотеке Смедерево

Дигитализовани делови фонда књижне и некњижне грађе Завичајног одељења доступни су свим посетиоцима сајта Дигитална Народна библиотека Србије (www.digitalna.nb.rs), као и сајта Народне библиотеке Смедерево (www.biblioteka-smederevo.org.rs).